# Adaptaciones de las aventuras de Sherlock Holmes

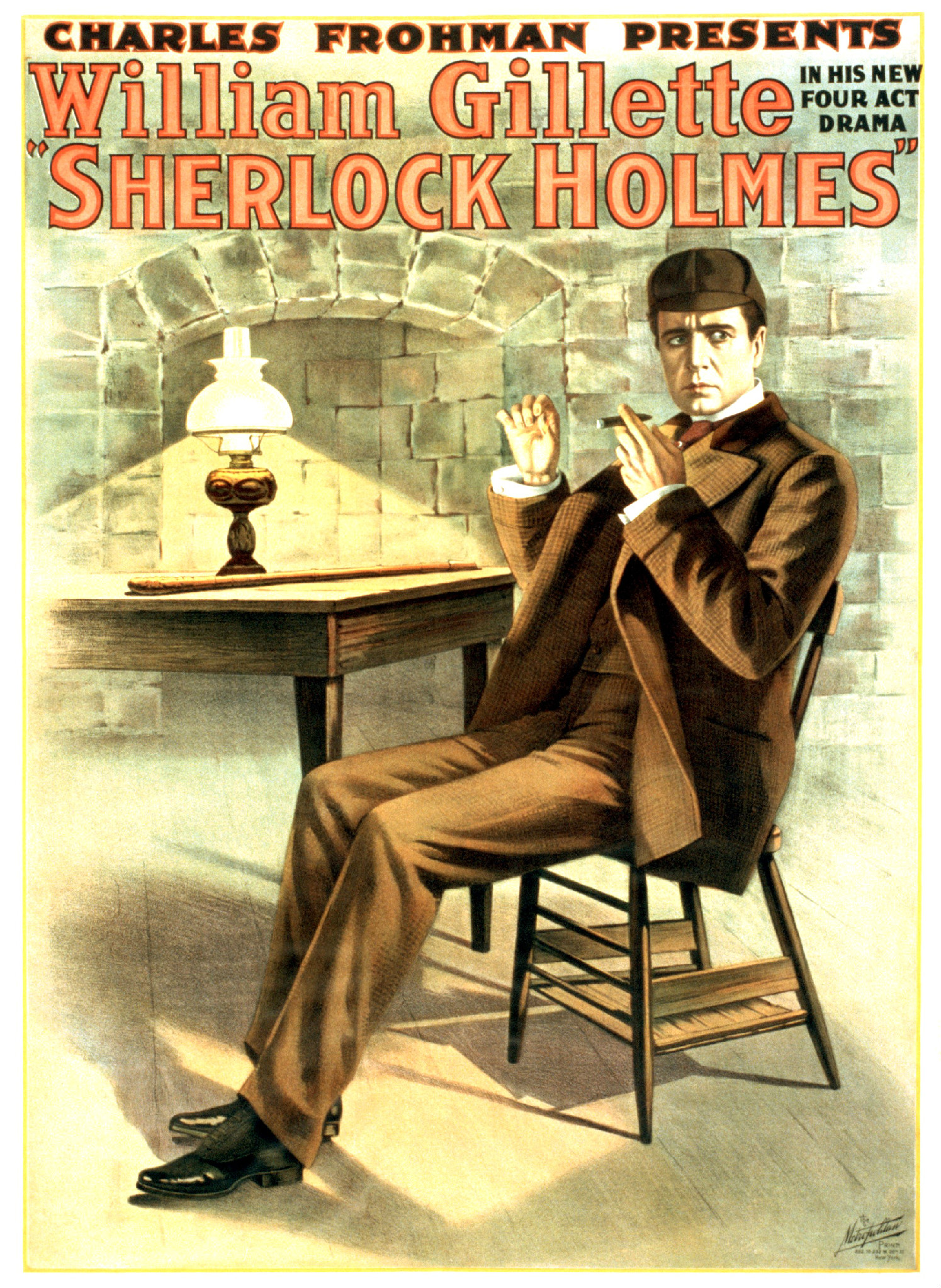
Cartel de la adaptación teatral protagonizada por William Gillette.

Esta entrada lista diferentes adaptaciones de aventuras de Sherlock Holmes clasificadas por medio. Como se sabe, Sherlock Holmes es un detective privado ficticio, que fue oportunamente creado por el novelista Sir Arthur Conan Doyle, y utilizado por él en varios de sus escritos de ficción.

## En la cinematografía

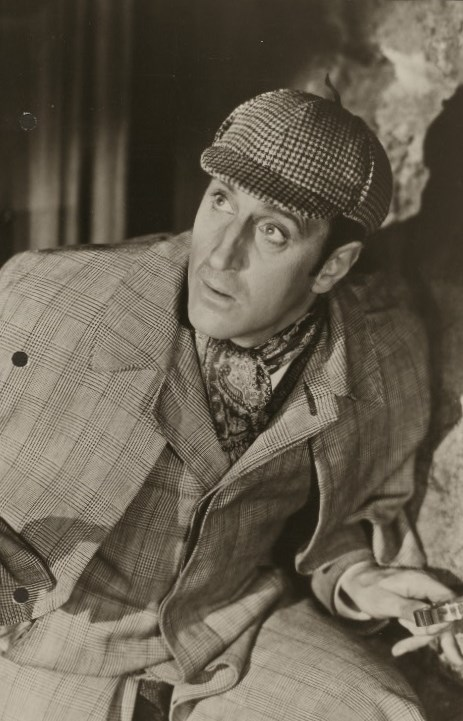
Basil Rathbone en el rol de Sherlock Holmes

Sherlock Holmes es sin duda el personaje de ficción que más ha sido representado en el cine, con más de 260 películas donde fue el personaje principal.
Desde los comienzos del llamado séptimo arte, ya Conan Doyle deploraba que con frecuencia las investigaciones de Holmes en el cine se situaran en la época en la que el film se realizaba, y no en la época victoriana, que era la de las novelas originales. Aprovechando este error de partida, emanó más tarde durante la Segunda Guerra Mundial, la utilización del personaje por parte de los americanos y con fines de propaganda. Afortunadamente, las obras más recientes se orientan a recrear el ambiente victoriano.
En paralelo, muchas películas se sirven de Holmes como un arquetipo de detective. A este respecto, es de destacar que el primer film (mudo) consagrado al famoso detective (Sherlock Holmes Baffled) es una parodia, donde se presenta un personaje anónimo con casquete y fumando pipa.
Varios actores cumplieron el rol de Sherlock Holmes en la pantalla grande. Entre ellos, la interpretación del actor británico Peter Cushing es una de las mejores. La figura ascética de este actor se volvió indisociable, a los ojos de los cinéfilos, de la del personaje que encarnó en El sabueso de los Baskerville, de Terence Fisher, en el año 1959.
Por su parte y en los años 1940, Basil Rathbone interpretó a Holmes en al menos 26 filmes, por lo que es otra de las referencia ineludibles.

### Principales películas
- 1900/1903 : Sherlock Holmes Baffled, corto mudo de Arthur Marvin
- 1912 : Sherlock Holmes, Serie de 9 cortometrajes bajo la supervisión de Arthur Conan Doyle
- 1916 : Sherlock Holmes,  largometraje mudo protagonizado por William Gillette.
- 1922 : Sherlock Holmes, dirigido por Albert Parker y protagonizado por John Barrymore
- 1929 : El regreso de Sherlock Holmes, primer film sonoro que pone en escena a Sherlock Holmes
- 1932 : Una aventura de Sherlock Holmes, de William K. Howard y protagonizado por Clive Brook
- 1937 : El hombre que fue Sherlock Holmes con Hans Albers (Holmes) y Heinz Rühmann (Watson)
- Una serie de 14 filmes con Basil Rathbone (Holmes) y Nigel Bruce (Watson) : 
  - 1939 : El perro de los Baskerville (The Hound of the Baskerville), de Sidney Lanfield con Richard Greene
  - 1939 : Las Aventuras de Sherlock Holmes (The Adventures of Sherlock Holmes), de Alfred Werker
  - 1942 : Sherlock Holmes y la voz del terror (Sherlock Holmes and the Voice of Terror), de John Rawlins
  - 1942 : Sherlock Holmes y el arma secreta (Sherlock Holmes and the Secret Weapon), realizado por Roy William Neill
  - 1943 : Sherlock Holmes desafía a la muerte (Sherlock Holmes Faces Death), de Roy William Neill
  - 1943 : Sherlock Holmes en Washington (Sherlock Holmes in Washington), de Roy William Neill
  - 1944 : La garra escarlata (The Scarlet Claw), de Roy William Neill
  - 1944 : La perla maldita (The Pearl of Death), de Roy William Neill
  - 1944 : Sherlock Holmes y la mujer araña (The Spider woman), de Roy William Neill
  - 1945 : La casa del miedo (House of Fear), de Roy William Neill
  - 1945 : El caso de los dedos cortados (Sherlock Holmes y la mujer de verde) (The Woman in Green), de Roy William Neill
  - 1945 : Persecución en Argel (Pursuit to Algiers), de Roy William Neill
  - 1946 : Terror en la noche (Terror by night), de Roy William Neill
  - 1946 : Vestida para un asesinato (Vestida para matar) (Dressed To Kill), de Roy William Neill
- 1959 : El sabueso de los Baskerville (The Hound of the Baskerville), de Terence Fisher, con Peter Cushing, André Morell, y Christopher Lee
- 1962 : Sherlock Holmes y el collar de la muerte (Sherlock Holmes und das Halsband des Todes), con Christopher Lee (Holmes)
- 1970 : The Private Life of Sherlock Holmes, de Billy Wilder
- 1975 : The Adventure of Sherlock Holmes' Smarter Brother, comedia con Gene Wilder
- 1976 : Sherlock Holmes ataca el Expreso de Oriente (The Seven Percent Solution, o Holmes rencontre Freud), con Robert Duvall
- 1979 : Asesinato por decreto (Murder by Decree), con Christopher Plummer (Holmes) y James Mason (Watson)
- 1985 : El secreto de la pirámide (Young Sherlock Holmes), de Barry Levinson donde se toma conocimiento que Holmes y Watson se conocieron en el colegio
- 1988 : Sin pistas (Without a Clue), de Thom Eberhardt con Michael Caine y Ben Kingsley
- 1988 : El sabueso de los Baskerville basado en la serie de televisión con Jeremy Brett y Edward Hardwicke
- 1991 : Sherlock Holmes en Caracas, de Juan Fresan
- 2005 : Sherlock Holmes y el Dr. Watson: El asesinato de Lord Waterbrook, de Aleksandr Bubnov
- Una serie de 2 filmes con Robert Downey Jr. (Holmes) y Jude Law (Watson) : 
  - 2009 : Sherlock Holmes, de Guy Ritchie
  - 2011 : Sherlock Holmes: Juego de sombras, de Guy Ritchie
- 2010 : El último caso de Sherlock Holmes, cortometraje de Gaël Grobéty
- 2012 : Holmes & Watson. Madrid Days, de José Luis Garci
- 2015 : Mr. Holmes, de Bill Condon
- 2018 : Holmes and Watson, de Etan Cohen

## Holmes en la televisión

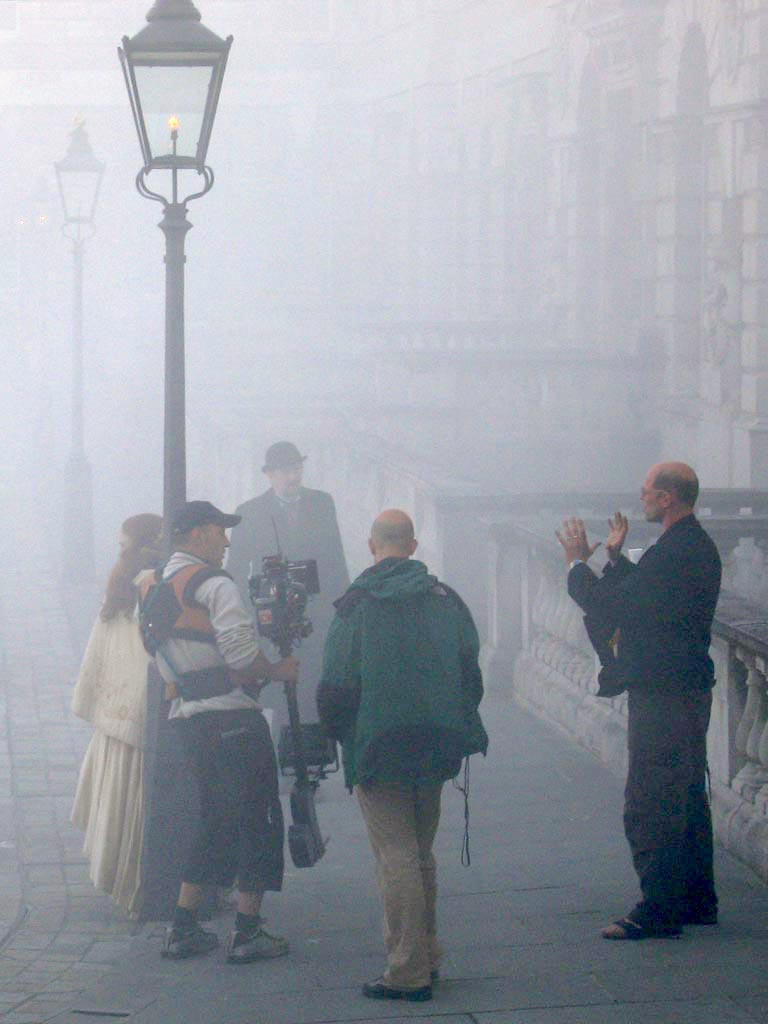
Rodaje del telefilm Sherlock Holmes and the Case of the Silk Stocking

La primera aparición del personaje en las pantallas de televisión fue en 1937 en un telefilme americano.
Posteriormente, varios telefilmes fueron dedicados a Sherlock Holmes.

### Series televisadas
- 1949 - 1954 : Sherlock Holmes, 262 episodios difundidos por la BBC en Gran Bretaña, con Basil Rathbone en el rol principal.
- 1971 - 1973 : Los rivales de Sherlock Holmes, 26 episodios difundidos en ITV, Gran Bretaña.
- 1982: Young Sherlock, The Mistery of the Manor House, de Granada Television, Gran Bretaña.
- 1979 - 1986 : Las aventuras de Sherlock Holmes y del doctor Watson ("Приключения Шерлока Холмса и доктора Ватсона"), serie de 8 telefilmes soviéticos de Igor Maslennikov, con Vasili Livánov (que en el año 2006 recibió la Orden del Imperio Británico por su rol de Sherlock Holmes) y Vitali Solomin (interpretando a John Watson).
- 1984 - 1994 : Sherlock Holmes de Granada Television, Gran Bretaña.
- 2000 - 2001 : Los misterios del verdadero Sherlock Holmes (Murder Rooms: Mysteries of the Real Sherlock Holmes)
- 2010 - 2017: Sherlock producida por la BBC Wales con Benedict Cumberbatch (Holmes) y Martin Freeman (Watson).
- 2010 - 2019: Elementary producida por la CBS con Johnny Lee Miller (Sherlock Holmes) y Lucy Liu (JoanWatson).

### Telefilmes
- 1972 : El sabueso de los Baskerville, con Stewart Granger y Bernard Fox.
- 1976 : Sherlock Holmes en Nueva York, con Roger Moore y Charlotte Rampling.
- 1983 : El signo de los Cuatro, con Ian Richardson (Holmes) y David Healy (Watson).
- 1983 : El sabueso de los Baskerville, con Ian Richardson (Holmes) y Donald Churchill (Watson).
- 1990 : Sherlock Holmes and the Leading Lady, con Christopher Lee (Holmes) y Morgan Fairchild (Irène Adler).
- 1990 : La mano del asesino con Edward Woodward (Holmes) y John Hillerman (Watson).
- 1991 : Sherlock Holmes y la cruz de sangre, con Charlton Heston (Holmes) y Richard Johnson (Doctor Watson).
- 1991 : Incident at Victoria Falls con Patrick Macnee (Watson).
- Una serie de 4 telefilmes canadienses de Rodney Gibbons con Matt Frewer y Kenneth Welsh.
  - 2000 : El sabueso de los Baskerville (The Hound of the Baskervilles).
  - 2001 : El signo de los Cuatro  (The Sign of Four).
  - 2001 : Crimen en Bohemia (The Royal Scandal), con Liliana Komorowska.
  - 2002 : El vampiro de Whitechapel (The Case of the Whitechapel Vampire).
- 2002 : El sabueso de los Baskerville, de David Attwood con Richard Roxburgh e Ian Hart.
- 2002 : Sherlock: La marca del diablo (Case of Evil).
- 2004 : La revancha de Sherlock Holmes (Sherlock Holmes and the case of the silk stocking), de Simon Cellian Jones con Rupert Everett e Ian Hart.
- 2010 : Sherlock Holmes con Ben Syder (Holmes) y Gareth David-Lloyd (Watson).

### Dibujos animados
- 1986 : Basil, el ratón superdetective, film de animación de Disney.
- 1999 - 2001 : Sherlock Holmes en el siglo XXII, 26 episodios de Scott Heming y Paul Quinn.
- 1984 - 1985 : Sherlock Holmes, producción italo-japonesa de Hayao Miyazaki.
- 2006 : Sherlock Holmes and Doctor Watson: The Murder of Lord Waterbrook, cartón ruso subtitulado en inglés, de Aleksandr Bubnov.
- 2019 - 2020 : Kabukicho Sherlock.
- 2020 - 2021 : Yūkoku no Moriarty, serie japonesa basada a su vez en el manga de Ryōsuke Takeuchi y Hikaru Miyoshi.

## Holmes en la radiodifusión
Las adaptaciones radiofónicas de aventuras del detective de Arthur Conan Doyle, por cierto son muy numerosas, ya se trate o no de adaptaciones de aventuras del canon.

## Holmes sobre tablas
- 1965 : Baker Street, una comedia musical de Broadway.
- 1988 : Sherlock Holmes The Musical, pastiche musical de Leslie Bricusse (ediciones Samuel French).

## Holmes en novelas
Numerosos autores han rendido homenaje a la figura del detective o en particular a Holmes, ya sea inventando nuevas aventuras que bien hubieran podido vivir Holmes y Watson, ya sea escribiendo aventuras que Conan Doyle no hizo más que mencionar en alguna de sus novelas, ya sea escribiendo historias relativas a algún personaje secundario del entorno canónico de Holmes (Irene Adler, el lacayo-informante Wiggins, la posadera Mme Hudson, etc.).
Otros escritores han preferido rendir un homenaje más iconoclasta al personaje, desarrollando una versión futurista o exótica de las investigaciones, y/o modificando alguna característica del perfil del personaje Holmes.

## Holmes en tiras animadas
El famoso detective también fue objeto de muchas adaptaciones en historietas, ya sea generando adaptaciones de narraciones efectivamente escritas por Conan Doyle, ya sea desarrollando aventuras apócrifas respecto del "canon" holmesiano, o ya sea escribiendo pastiches y parodias más o menos alejadas del mito clásico. También se han desarrollado historietas donde como personaje principal se toma a alguno de los personajes secundarios del entorno de Holmes.

## Holmes en revistas y semanarios
- Sherlock Holmes Mystery Magazine, revista estadounidense.
- Revistas y folletos de las "Sociedades Holmesianas" : "Ironmongers Daily Echo" (Société Sherlock Holmes de France), por ejemplo.
- Le Carnet d'Ecrou, Les Evadés de Dartmoor, "Société des études holmésiennes et autres" de Strasbourg.

## Holmes en juegos

### En juegos de vídeo
- «La cristalización del concepto de detective; el representante de "los que revelan".» Es como lo describen en la franquicia de juego, Fate/Grand Order.

### En juegos de sociedad
- Sherlock Holmes detective asesor es un juego de deducción y de investigación cooperativo, original de 1981 pero publicado en España desde 2013 Edge Entertainment.
- Sherlock, un juego de deducción de Arnaud Urbon, distribuido por Ilopeli (2012).
- Watson & Holmes, juego de mesa de deducción competitiva del Dr. Jesús Torres Castro, producido por Ludonova y con distribución mundial de Asmodee (2015).

### Enlibros juego
El personaje del investigador se presta particularmente bien para integrarlo a "Libros en los que usted es el héroe"; allí, el lector debe hacer sus elecciones en las investigaciones, para tratar de igualar al detective-genio. Por cierto, estas adaptaciones han sido numerosas.

## Parodias y personajes de imitación de Sherlock Holmes
- Muppet Show : Sketch Sherlock Holmes and the Case of the Disappearing Clues (episodio 3; Sherlock Holmes es interpretado por Rowlf, el perro pianista).
- Charlotte Holmes dans le magazine pour enfants, D-Lire.
- Herlock Sholmes, rival d'Arsène Lupin, de Maurice Leblanc.
- (en inglés) Sherlock Hemlock, en Sesame Street.
- Sir Tim O'Theo